# Lucas Foresti
Lucas Constantino Bethonico Foresti (Brasília, 12 de maio de 1992) é um piloto de automobilismo brasileiro.

## Trajetória esportiva
Infância, acidente e início de carreira
Lucas Foresti demonstrou interesse por velocidade com apenas quatro anos de idade, quando ganhou uma mini-motocicleta para competições e venceu várias corridas em diferentes categorias. Mas, em uma corrida no município de Acreúna (GO), sofreu um acidente onde fraturou duas costelas, a clavícula e o ombro. Em razão disso, seu pai vendeu a moto e o proibiu de correr nessa categoria.
Ao saber que o seu tio tinha um kart parado na oficina e o liberaria para ele, disputou uma corrida no Kartódromo Waltinho Ferrari, em Brasília, onde concluiu a corrida na quarta colocação. Após a corrida, Lucas comunicou à família o desejo de seguir na carreira de piloto.
Campeonatos e medalhas
Em 2007, Lucas se dedicou somente ao kart, onde foi campeão do Super Centro-Oeste de Kart, do Campeonato Brasiliense, do Campeonato Goiano e do Campeonato Mineiro e vice do Campeonato Brasileiro de Kart. O piloto foi, então, treinar para uma categoria de monoposto, a Fórmula 3, onde deu mais de mil voltas no Autódromo Internacional Nelson Piquet, em Brasília, buscando adaptação ao carro em que correria no ano seguinte.
Em 2009 correu duas provas da Fórmula BMW, na preliminar do Grande Prêmio do Brasil de Fórmula 1, e venceu as duas provas, sendo considerado uma revelação da categoria.
Em 2009 correu na Fórmula 3 pela equipe Cesario Fórmula. Estreou na Stock Car Brasil pela equipe RC3 Bassani Racing e, no ano seguinte, foi para a equipe Hanier Racing. Atualmente, paga para correr na equipe AMG Motorsport.
Em outubro de 2015, Lucas Foresti conquistou sua primeira vitória na Stock Car ao vencer a corrida em Curitiba. Porém, Lucas foi flagrado em exame antidoping realizado após a etapa de Curitiba, e foi suspenso. Em comunicado distribuído à imprensa, o piloto da equipe AMG Motorsport se disse vítima do caso e garantiu que iria comprovar que a substância entrou no seu organismo por medicação adulterada em uma farmácia de manipulação. Ele não participou da rodada final da categoria, em Interlagos, e foi substituído por Constantino Júnior, que é seu tio, e que disputa a Porsche GT3 Cup.